# Ponte dos Nove Arcos
A Ponte dos Nove Arcos (em inglês: Nine Arch Bridge; em cingalês: ආරුක්කු නමයේ පාලම; romaniz.: Ahas Namaye Palama, "Ponte dos Nove Céus"), também conhecida como Ponte no Céu, é uma ponte em arco do Seri Lanca que é um dos melhores exemplos da construção ferroviária da era colonial britânica e uma das atrações turísticas icónicas daquele país. A sua construção terminou em 1921. Tem 91,44 m de comprimento, 7,62 m de largura e 30,4 m de altura máxima.
A ponte situa-se no distrito de Badulla da província de Uva, perto da cidade de Ella, no troço da linha Colombo-Badulla entre Ella e a vila Demodara. Esta última fica 2, km em linha reta, quase 8 km por estrada. A ponte está  56 km a leste de Nuwara Eliya, 138 km a sudeste de Cândia e 205 km a leste de Colombo (distâncias por estrada). O turismo na região da ponte tem crescido nos últimos anos, não só devido à ponte, mas também devido à beleza paisagística dos montes cobertos de florestas densas.
A ponte foi construída em tijolo, pedra e cimento. Segundo a tradição local, não foi usado ferro ou aço porque quando as obras começaram estalou a Primeira Guerra Mundial e o aço que estava destinado à ponte foi realocado para os projetos britânicos relacionados com a guerra. Isso levou a um impasse na construção, que só foi ultrapasado quando se decidiu avançar não usando aço.